# Moulon (Loiret)
Moulon è un comune francese di 193 abitanti situato nel dipartimento del Loiret nella regione del Centro-Valle della Loira.

## Società

### Evoluzione demografica
Abitanti censiti